# Conservatory of Flowers
Conservatory of Flowers is een broeikas en botanische tuin in het Golden Gate Park in de Amerikaanse stad San Francisco (Californië). De kas is geheel opgebouwd uit hout en glas, met in totaal 16.800 ruiten. Het huisvest een collectie zeldzame en exotische planten. De kas werd gebouwd in 1879 door de stad San Francisco, waarmee het een van de oudste gemeentelijke plantenkassen in de Verenigde Staten is. Het gebouw wordt vermeld in het National Register of Historic Places en wordt aangeduid als California Historical Landmark en als San Francisco Designated Landmark.

## Geschiedenis
In de jaren 1870 bestelde de Californische ondernemer James Lick een replica van de oranjerie van de Londense Kew Gardens. Het was bedoeld als een geschenk aan de stad San Jose, maar toen Lick in een lokale krant geschoffeerd werd trok hij het geschenk terug. De bouwkit bleef op Licks landgoed staan tot na zijn overlijden. De kit werd voor 12.000 dollar verkocht als deel van zijn nalatenschap. Een groep particulieren, waartoe Leland Stanford behoorde, kocht de bouwmaterialen en schonk die aan San Francisco. Het stadsbestuur bestemde 15.000 dollar voor de opbouw en inrichting in het Golden Gate Park van de replica, die sindsdien bekend staat als het Conservatory of Flowers.

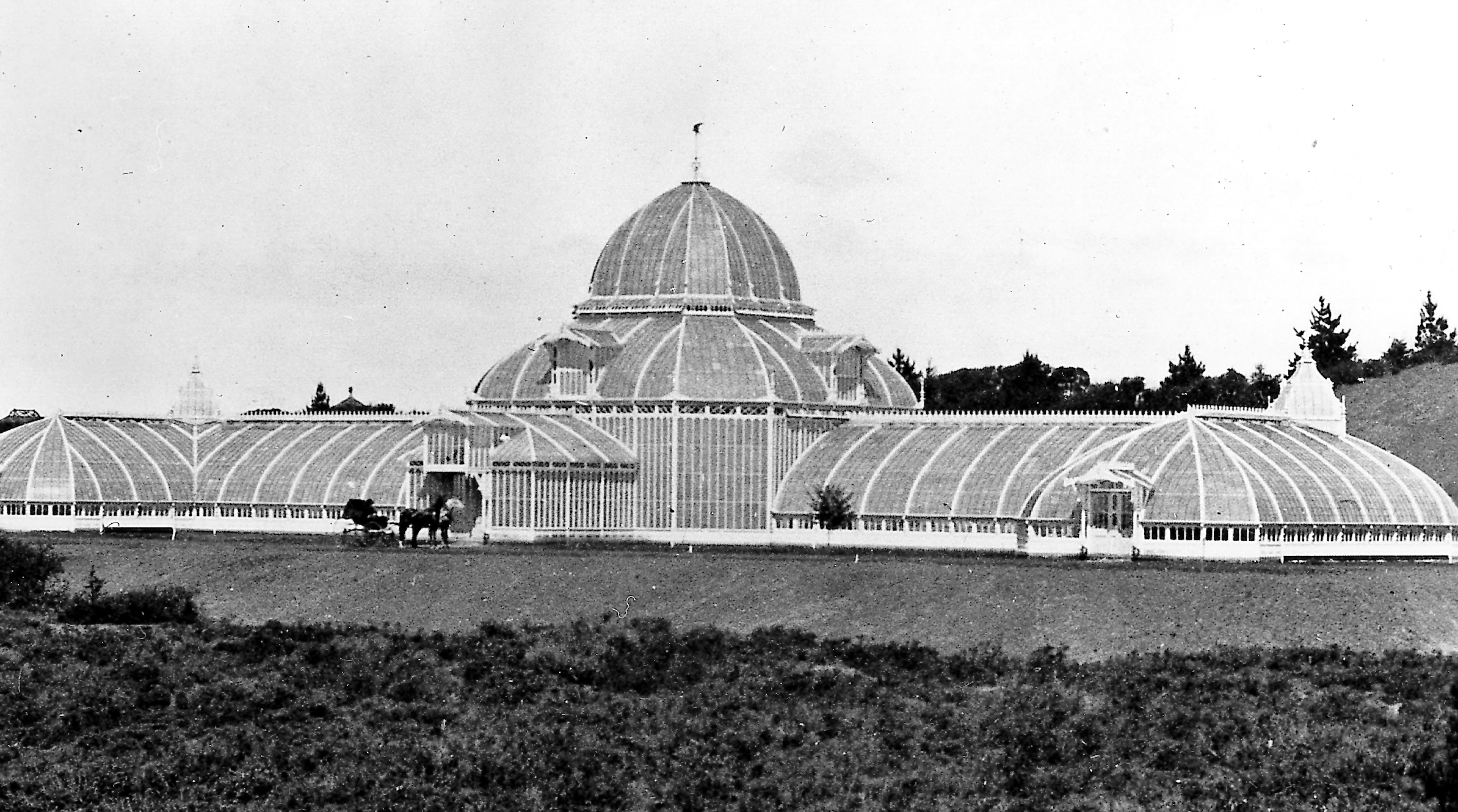
Conservatory of Flowers in 1879, voor de restauratie van de koepel na de brand van 1883

Sinds de opening in 1879 heeft het gebouw meerdere ongevallen en natuurrampen doorstaan. In 1883 liep de koepel schade op door een ketelexplosie. De restauratie kostte 10.000 dollar. Merkwaardigerwijs bleef de broeikas ongedeerd tijdens de aardbeving van 1906. In 1918 brandden de koepel en de aangrenzende ruimte opnieuw uit en in 1933 noodzaakten structurele instabiliteiten tot een sluiting van dertien jaar. De grootste schade werd veroorzaakt door een relatief milde storm in 1995. Door voorgaande stormen waren veel bomen in het park omgewaaid waardoor de wind vrij spel kreeg. Veertig procent van het glas werd vernield, een deel van de zeldzame planten ging verloren en het gebouw moest worden gesloten. Door enkele wervingscampagnes werd in totaal 25 miljoen dollar opgehaald. De broeikas werd in 2003 heropend.